# بيرس كروسبي
بيرس كروسبي (بالإنجليزية: Peirce Crosby)‏ هو ضابط أمريكي، ولد في 16 يناير 1824 في مقاطعة ديلاوير في الولايات المتحدة، وتوفي في 15 يونيو 1899 في واشنطن العاصمة في الولايات المتحدة.